# خريطة مصغرة
الخريطة المصغرة عبارة خريطة مصغرة موجودة على زاوية الشاشة في العاب الفديو تساعد اللاعبين على توجيه الشخصيات داخل عالم اللعبة. تكون هذه الخريطة في جزء صغير من الشاشة ويجب ان تكون موضوعة بحذر لكي لا تأخذ جزء مهم من الشاشة في اللعبة.العناصر الموجودة في الخريطة المصغرة تختلف باختلاف نوع اللعبة.مثلاً من الميزات الموجودة في الخريطة المصغرة هي موقع شخصية اللاعب والأبنية والأعداء والحلفاء وبعض الكائنات والتضاريس ايضاً.
كما في الكثير من ألعاب اطلاق النار من المنظور الأول لديها نوع من الخرائط مكان الزملاء والأعداء لحظة بلحظة.

## أوتوماب
الأوتوماب أو تُترجم إلى العربية بالخريطة التلقائية يكون مشابه للخريطة المصغرة لكن أصوله ترجع إلى العاب تقمص الأدوار المبكرة.في بدايات العاب مغامرات المتمثلة بقصر التيه والمغامرات، كان من المتوقع إن اللاعبين هم من سيرسمون الخريطة بأيديهم كأنهم يلعبون على حل متاهة معقدة واكشاف الزنزانة الضخمة.صناديق اللعب كمثل الموجودةفي العاب وازردي في وقت مبكر من عقد 1980 كانت تتضمن ورقة بيانية(مخططة) لهذا الغرض.